# سینه‌پهلوی ویروسی
سینه‌پهلوی ویروسی یا پنومونی ویروسی (انگلیسی: Viral pneumonia)، نوعی از سینه‌پهلو است که منشأ آن ویروس است. ویروس‌ها در کنار باکتری، یکی از دو عامل اصلی سینه‌پهلو هستند. علل کمتر شایع، شامل قارچ‌ها و انگل‌ها است. ویروس‌ها شایع‌ترین علت ابتلا به سینه‌پهلو در کودکانند، در حالی که در بزرگسالان باکتری‌ها علت شایع‌تری هستند.

## علائم
نشانه‌های بیماری سینه‌پهلوی ویروسی شامل: تب، سرفه خشک، آبریزش بینی و علایم سیستمیک (مانند درد ماهیچه، سردرد) است. ویروس‌های متفاوت علائم متفاوتی را بروز می‌دهند.

## علت
علل شایع سینه‌پهلوی ویروسی عبارتند از:
- ارتومیکسوویریده آ و ب[۱]
- ویروس سین‌سیشیال تنفسی (RSV)[۱]
- ویروس پاراآنفلوآنزا (در کودکان)[۱]

ویروس‌های نادر که معمولاً منجر به ذات الریه می‌شوند عبارتند از:
- آدنوویروس‌ها (در نیروهای نظامی)[۱]
- متاپنوموویروس[۲]
- ویروس نشانگان تنفسی حاد (کروناویروس سارس)[۳]
- کروناویروس مرس
- هانتاویروس‌[۴]
- نشانگان تنفسی حاد کروناویروس ۲ (کروناویروس-۲ سارس)[۵]

ویروس‌هایی که در ابتدا باعث بیماری‌های دیگری می‌شوند، اما گاهی باعث ایجاد سینه‌پهلو می‌شوند، عبارتند از:
- ویروس هرپس سیمپلکس (HSV)، عمدتاً در نوزادان و خردسالان
- ویروس واریسلا زوستر (VZV)
- ویروس سرخک
- ویروس سرخجه
- سیتومگالوویروس (CMV)، عمدتاً در افرادی که مشکلات سیستم ایمنی دارند
- آبله
- ویروس تب دنگی

شایع‌ترین عوامل شناخته‌شده در کودکان ویروس سین‌سیشیال تنفسی، راینوویروس، متانیوموویروس انسانی، بوکاویروس انسانی، و ویروس پاراآنفلوآنزا است.

## پاتوفیزیولوژی
ویروس‌ها برای تکثیر باید به سلول‌ها حمله کنند. به‌طور معمول، ویروس با عبور مایعات ترشحی شخص آلوده، از طریق دهان و بینی و با استنشاق به ریه‌ها می‌رسد. در آنجا، ویروس به سلول‌هایی که مسیرهای هوایی و کیسه‌های هوایی را می‌پوشانند، حمله می‌کند. این حمله اغلب منجر به مرگ سلولی چه از طریق کشتن مستقیم توسط ویروس یا خود تخریبی از طریق آپوپتوز می‌شود.
آسیب بیشتر در ریه‌ها زمانی رخ می‌دهد که سیستم ایمنی بدن به عفونت پاسخ دهد. گلبول‌های سفید و به ویژه لنفوسیت‌ها، مسئول فعال کردن انواع مواد شیمیایی (سیتوکین‌ها) هستند، که باعث نشت مایعات در کیسه‌های هوایی می‌شوند. ترکیبی از تخریب سلولی و کیسه‌های هوایی مملو از مایع، انتقال اکسیژن به جریان خون را مختل می‌کند.
علاوه بر تأثیر بر ریه‌ها، بسیاری از ویروس‌ها روی سایر اعضای بدن تأثیر گذاشته و می‌توانند منجر به بیماری که عملکردهای مختلف بدن را تحت تأثیر قرار دهد، شوند. همچنین بعضی از ویروس‌ها، بدن را نسبت به عفونت باکتریایی مستعدتر می‌کنند. به همین دلیل، سینه‌پهلوی باکتریایی غالباً سینه‌پهلوی ویروسی را پیچیده‌تر می‌کند.

## پیشگیری
بهترین پیشگیری از سینه‌پهلوی ویروسی، استفاده از واکسن‌های آنفلوآنزا، آدنوویروس، آبله مرغان، زونا، سرخک، و سرخجه است.

## درمان
در موارد سینه‌پهلوی ویروسی که آنفلوآنزای نوع آ یا نوع ب، به عنوان عامل ایجاد بیماری تصور می‌شود، بیمارانی که در طی ۴۸ ساعت از شروع علائم، شناسایی می‌شوند، ممکن است از درمان با اوسلتامیویر یا زانامیویر بهره‌مند شوند. ویروس سین‌سیشیال تنفسی (RSV)، درمان مستقیمی ندارد، اما در موارد شدید به ریباویرین اشاره شده است. عفونت‌های ناشی از ویروس هرپس سیمپلکس و ویروس واریسلا زوستر، معمولاً با اسیکلوویر درمان می‌شوند. در حالی که از گان‌سیکلوویر برای درمان سیتومگالوویروس استفاده می‌شود. هیچ روش درمانی مؤثری برای سینه‌پهلوی ناشی از سارس، مرس، آدنوویروس، هانتاویروس، یا پاراآنفلوآنزا وجود ندارد. مراقبت، تا حد زیادی حمایتی است.

## همه‌گیرشناسی
سینه‌پهلوی ویروسی سالانه حدود ۲۰۰ میلیون نفر را مبتلا می‌کند. این تعداد شامل ۱۰۰ میلیون کودک، و ۱۰۰ میلیون بزرگسال است.